# Iresine muscoides
Iresine muscoides là loài thực vật có hoa thuộc họ Dền. Loài này được (Sw.) Kuntze mô tả khoa học đầu tiên năm 1891.